# Маркоњеро
Марко Јовановић (Ниш, 10. мај 1977), познатији под музичким именом Маркоњеро (Marconiero) je репер и музичар пореклом из Србије. Поред продукције оригиналне музике је био ангажован као радијски водитељ, клупски ди-џеј, композитор и стенд-ап комичар. Од 1997. до 2007. је са Марјаном Тодоровићем Џокером чинио реп групу D-Fence.

## Биографија
Рођен је 1977.  године у Нишу. Завршио је гимазију „Стеван Сремац” и стекао звање економисте на EDUCONS Универзитету (бивши ФАБУС - Факултет за Услужни Бизнис из Сремске Каменице, департман у Нишу).

## Каријера
Маркоњеро (у оригиналу: Marconiero) музиком је почео да се бави са својих дванаест година, а први демо је снимио 1992. године под псеудонимом "Дилери."
Године 1996. под именом D-Fence је снимио три демо песме, а касније му се придружују још два репера.
Први наступ је под именом D-Fence имао 10. маја 1996. у клубу Електронског факултета у Нишу, као предгрупа групи Black In Soul. Те године му се придружују Немања Ђокић и Марјан Тодоровић Џокер (Boys From The Hood) те њих тројица ускоро настављају да наступају заједно под именом D-Fence. 1996-97 су наступали у Нишу као предгрупа Груу и Саншајну. Средином 1997. Немања напушта групу. На реп компилацији TILT1 је Маркоњеро потписао песму Алкохол и жене. Под именом D-Fence је у сарадњи са Џокером написао, снимио и продуцирао албум Урбанизам и ренесанса (One Records, 2003) На албуму је 14 званичних песама и још 3 скривене. Вероватно најпознатија песма је била Позориштанце за коју је снимљен и спот који има измењен рефрен и траје око 3 минута краће од издања на албуму.
У продукцији нишке ТВ5 Ниш су заједно са нишким реперима I-Bee-ом и Taz-ом снимили спот и песму Центрифуга, која се бави критиком централизације Србије. На тему ове песме је у склопу ТВ-емисије Немогућа мисија Маркоњеро са Џокером био мета лажне ТВ емисије где су их гледаоци позивали и сукобљавали се са њима.
Маркоњеро је под именом D-Fence и као члан Провере Микрофона наступао у свим већим градовима Србије, у Хрватској (клуб Уљаник, Пула 2005) и четири сезоне заредом на EXIT фестивалу (2003 - 2006) и имао значајну сарадњу са лесковачко-новосадским репером Данилом Бајчетом (уметничко име Trip-Air).
D-Fence је последњи наступ имао 13. јануара 2007. године, након што је Џокер одлучио да настави путем своје професионалне глумачке каријере. Маркоњеро је већ и пре тога почео да ради на самосталним музичким пројектима. Средином прве деценије 21. века наступао је као Ем Си (MC) са бендом Stay Tuned, као и са Диџејевима Вентором фон Шведенбитером и DJ Grooya-ом. Уследиле су сарадње са Жељком Љубићем Питијем из култног бенда Горибор ("Pimp Style" EP - самиздат, са запаженом нумером Господине Плитки), Ај Бијем (I-Bee), репером са којим је објавио албум Укључи се, као и са бендом Jayus Jazz. Свој соло албум Истините приче. Маркоњеро је објавио 2011. године. Године 2020. објављује свој други самостални албум "Marconiero - Izgubljene Trake", са песмама снимљеним у периоду 2005-2008.
У периоду 2000-2004. је на нишком радију Fast (102.7 FM) уређивао и водио хип хоп емисију Word Up (није повезана са истоименом радијском емисијом у Београду) сваког петка од 8 до 9 увече. У то време је радио и као ди-џеј петком увече у клубу Сораби на углу Првомајске и Цара Душана. Од 2005. год. препушта емисију млађим колегама реперу Ај Бију и графитеру Шонету, док Маркоњеро покреће емисију "Медо и Зеко", испрва сâм, а затим му се ускоро придружује DJ Петар Петковић као део сталне поставе. Средом поподне су Марко и Петар уживо миксовали музику без жанровских ограничења, што је и био оригинални Маркоњеров мотив за нову емисију: паралелно са променом приватних музичких афинитета, желео је да нове музичке авеније које је истраживао подели са радијском публиком. 
У првој половини 2000-их је у организацији Медиа Центра Ниш написао, снимио и продуцирао неколико оригиналних сонгова за дечију ТВ емисију "Занимљива Азбука" као и уводну шпицу (композиција и аудио продукција). Првих пар сонгова је снимио са Џокером који је убрзо напустио тај пројекат.
Док је стварао као независни музичар алтернативне сцене, Маркоњеро се приватно опробао у разним пословима - од продавца музичких дискова, преко менаџера кафеа до агента осигурања, радника у коцкарници, продавца књига и такси возача, све до коначног ангажмана  професионалног радијског водитеља са пуним радним временом на Накси Банкер радију (2013-2017). 
Године 2015. са нишким реперима Тазом, Наопаком, Ајбијем, реп тандемом IRS и репером Дедом окупља реп супергрупу Саучесници у делу (С.У.Д.), са којом објављује 3 песме, од чега спот за две ("Саучесници у делу" и "У башти њене баке"). На песми Саучесници у делу су учествовали и новосадски диџејеви Beatchukaz (ex Hain Teny). 2017. године Маркоњеро емигрира у САД и пројекат С.У.Д. се стопира.
Маркоњеро добија имигрантску визу Сједињених Америчких Држава и 2017. емигрира у Калифорнију, у град Сан Дијего где је провео неколико година.
2023. године постаје амерички држављанин, преузима ново име - Марк Роуз (Mark Rose) и убрзо се сели у Лос Анђелес.
У пролеће 2024. је изашао у сусрет познанику Љуби Костићу, активисти из Ниша и написао, снимио, продуцирао и објавио песму #Морасемења са циљем да се грађани Ниша мотивишу да изађу на локалне изборе.
Наставља да ствара на енглеском.

## Дискографија

### Албуми
- Урбанизам и ренесанса (2003) - као члан тандема D-Fence (музика, текст, интерпретација, продукција)
- Истините приче (2011) - соло албум (музика, текст, интерпретација, продукција)
- Укључи се (2013) - са I-Bee-ом (музика, текст, интерпретација, продукција)
- Изгубљене траке (2020) - соло албум (музика, текст, интерпретација, продукција)
- Pimp Style - у сарадњи са гитаристом Жељком Љубићем - музика, текст, интерпретација, продукција)

### Синглови
- Сви у крају (са I.Bee-ом)
- Oбећ'о си мито
- Отворено писмо Мирославу Мишковићу
- Центрифуга - са I-Bee-ом, Тазом и Џокером
- Демокрадија
- Није зај**анција
- #Морасемења (2024)

### Гостовања
- Сваки Марко ради наопако (са Наопаким; текст, музика и продукцију)
- Шта си радио ти (са IRS; текст)
- Дим из моје луле (ремикс) CB4
- Синовац (Конза Шностра) - Да изете к (текст)
- Southentik
- Margita je Mrtva
- Jayus Jazz

### Спотови
- Реп излазећег синчета
- Сви у крају (са I.Bee-ом)
- Само напред (са Маријом Васић)
- Дете (са Blackberries)
- Центрифуга
- Позориштанце (Дифенс)
- Кључ (са Џокером, I.Bee-ом, и Тазом)
- Планови (са I.Bee-ом)